# NGC 1645
NGC 1645 је лентикуларна галаксија у сазвежђу Еридан која се налази на NGC листи објеката дубоког неба.
Деклинација објекта је - 5° 27' 54" а ректасцензија 4h 44m 6,3s. Привидна величина (магнитуда) објекта NGC 1645 износи 13,0 а фотографска магнитуда 13,9. NGC 1645 је још познат и под ознакама MCG -1-13-2, NPM1G -05.0213, PGC 15903.